# Indiana State Museum
L'Indiana State Museum (Museo di stato dell'Indiana) si trova a Indianapolis nel White River State Park.

## Storia

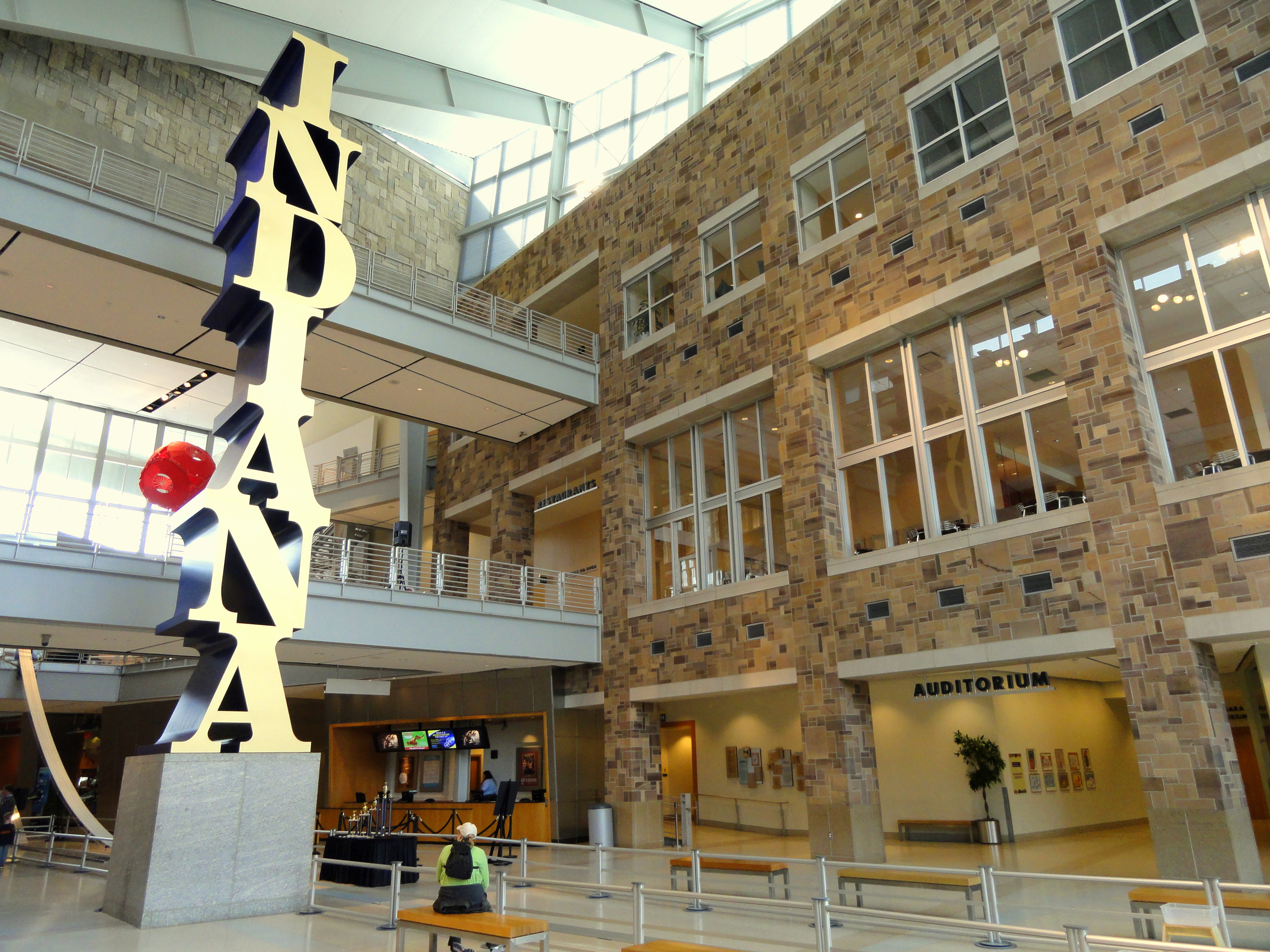
Atrio dell'Indiana State Museum

Le prime collezioni del museo furono raccolte a partire dal 1862, mentre era in corso la guerra civile. I primi pezzi riguardarono la geologia e la storia naturale. Fu solo circa un secolo dopo che venne dato un nuovo e fondamentale impulso a questa istituzione statale, considerata non adeguata all'Indiana confrontandola con quelle analoghe degli altri Stati.

## Descrizione
Nel museo si conservano circa mezzo milione di reperti che riguardano storia, arte e scienze naturali. I settori maggiormente interessanti sono dedicati alla paleontologia glaciale, ad Abraham Lincoln, all'arte e agli artisti dell'Indiana e ai prodotti dell'artigianato e dell'industria. In una sezione sono conservati i ritratti dei governatori dello Stato. Il museo è aperto tutti i giorni dalle 10:00 a.m. alle 5:00 p.m.